# Пріянші Сомані
Пріянші Сомані (англ. Priyanshi Somani; нар. 16 листопада 1998) — індійська дівчина-феномен, ментальний калькулятор, чемпіонка світу з обчислень подумки у загальному заліку 2010 року. Сомані — переможець конкурсу «Pogo Amazing Kids Awards 2010» в номінації «геній». Її ім'я занесено в індійську книгу рекордів «Limca Book of Records» та Книгу рекордів Гіннеса.

## Біографія
Пріянші Сомані народилася у 1998 році в місті Сурат в індійському штаті Гуджарат, в сім'ї бізнесмена Сатієна Сомані і його дружини Анжу. Дівчинка в юному віці проявила інтерес до математики. У віці 6 років вона вже вміла додавати і множити модумки багатозначні числа.

### Чемпіонат з обчислень
У 2006, 2007 і 2008 роки вона була національною чемпіонкою з ментальної арифметики в Індії. Брала участь у різних міжнародних змаганнях. У 2010 році, у віці 12 років, Сомані взяла участь у Чемпіонаті світу ментальних лічильників (Mental Calculation World Cup), що проходив у німецькому місті Магдебург у Магдебурзькому університеті. У чемпіонаті змагались 37 учасників з 16 країн. Пріянші Сомані була наймолодшою учасницею. Вона вирахувала квадратний корінь шестизначного числа у 10 задачах за 6,54 хв., встановивши світовий рекорд. Сомані виявилася єдиною, хто набрав 100 % правильних розрахунків з додавання, множення і вироховування квадратного кореня. Завдяки цьому результату Пріянші Сомані стала чемпіонкою світу у загальному заліку.

### Інші досягнення
У 2011-му дівчинка була послом Індії на Всесвітньому дні математики (World Maths Day). Була запрошена на зустріч з прем'р-міністром Індії Манмоганом Сінґхом. У 2012 їй була надана честь стати делегатом від своєї країни в Південній Кореї, на третій щорічній конференції CheongShim International Academy Model United Nations.
3 січня 2012 року Приянші встановила новий рекорд у змаганні з вираховування квадратного кореня з восьмизначних чисел в умі — дівчинка вирішила 10 завдань за 2:43:05 хв.